# Mordella strigipennis
Mordella strigipennis es una especie de coleóptero de la familia Mordellidae.

## Distribución geográfica
Habita en Transcaucasia.